# Línea 520 (Interurbanos Madrid)
La línea 520 de la red de autobuses interurbanos de Madrid une Alcorcón con Móstoles.

## Características
Está operada por Arriva Madrid mediante la concesión administrativa VCM-501 - Madrid – Batres (Viajeros Comunidad de Madrid) del Consorcio Regional de Transportes de Madrid.

### Frecuencias
| Lunes a viernes laborables (1 sept. - 15 julio)   |
| De 6:50 a 22:30 cada 20 minutos                   |
| A 23:10                                           |
| Lunes a viernes laborables (16 julio - 31 agosto) |
| De 7:00 a 23:15 cada 25 minutos                   |
| Sábados laborables (1 sept. - 31 julio)           |
| De 7:00 a 23:15 cada 25 minutos                   |
| Sábados laborables (Agosto)                       |
| De 7:00 a 23:00 cada 30 minutos                   |
| Domingos y festivos (1 sept. - 15 julio)          |
| De 7:00 a 23:15 cada 25 minutos                   |
| Domingos y festivos (16 julio - 31 agosto)        |
| De 7:00 a 23:00 cada 30 minutos                   |

| Lunes a viernes laborables (1 sept. - 15 julio)   |
| De 5:50 a 22:30 cada 20 minutos                   |
| -                                                 |
| Lunes a viernes laborables (16 julio - 31 agosto) |
| De 6:00 a 23:05 cada 25 minutos                   |
| Sábados laborables (1 sept. - 31 julio)           |
| De 6:00 a 23:05 cada 25 minutos                   |
| Sábados laborables (Agosto)                       |
| De 6:00 a 23:00 cada 30 minutos                   |
| Domingos y festivos (1 sept. - 15 julio)          |
| De 6:00 a 23:05 cada 25 minutos                   |
| Domingos y festivos (16 julio - 31 agosto)        |
| De 6:00 a 23:00 cada 30 minutos                   |

## Recorrido y paradas

### Sentido Móstoles
NOTA: La parada en cursiva solo se realiza durante el horario arriba indicado.
| Código | Parada                                         | Común con                          | Conexiones con Metro y Cercanías | Municipio | Zona |
| ------ | ---------------------------------------------- | ---------------------------------- | -------------------------------- | --------- | ---- |
| 08536  | Av. Castillos - Pol. Ind. San José de Valderas | 514                                |                                  | Alcorcón  |      |
| 08537  | Av. Castillos - Av. Libertad                   | 514                                |                                  | Alcorcón  |      |
| 08539  | Av. Castillos - Centro Cívico                  | 514                                |                                  | Alcorcón  |      |
| 17846  | Padrón - Av. Castillos                         | 514 2                              |                                  | Alcorcón  |      |
| 20335  | Betanzos - Noya                                | 514 2                              |                                  | Alcorcón  |      |
| 08542  | Av. Lisboa - Est. San José de Valderas         | 511 513 560 2                      | San José de Valderas             | Alcorcón  |      |
| 08544  | Sahagún - Est. San José de Valderas            |                                    | San José de Valderas             | Alcorcón  |      |
| 08498  | Betanzos - Meloneros                           | 514 2                              |                                  | Alcorcón  |      |
| 19249  | Ribadeo - Guitiriz                             |                                    |                                  | Alcorcón  |      |
| 08513  | Av. Alcalde José Aranda - Carballino           |                                    |                                  | Alcorcón  |      |
| 08522  | Av. Alcalde José Aranda - Porto Cristo         | 511                                |                                  | Alcorcón  |      |
| 08429  | Av. Alcalde José Aranda - Hogar Pensionista    | 511                                |                                  | Alcorcón  |      |
| 08432  | Av. Alcalde José Aranda - Maestro Victoria     | 514 560 1                          |                                  | Alcorcón  |      |
| 08494  | Polvoranca - Av. Alcalde José Aranda           | 450 510 513                        |                                  | Alcorcón  |      |
| 08496  | Polvoranca - Pocillo                           | 450 510 513                        |                                  | Alcorcón  |      |
| 08499  | Polvoranca - Jabonería                         | 450 510 513                        |                                  | Alcorcón  |      |
| 08501  | Av. Cantarranas - San José                     | 510 513                            |                                  | Alcorcón  |      |
| 20095  | Av. Villaviciosa - Estocolmo                   | 516 517 2                          |                                  | Alcorcón  |      |
| 11772  | Berlín - Est. Alcorcón Central                 | 510 510B 516 517 535 1 2 3         | Alcorcón Central                 | Alcorcón  |      |
| 11926  | Berlín - Hospital Fundación Alcorcón           | 510 535                            |                                  | Alcorcón  |      |
| 08858  | Robles - Colegio                               | 510 1 2                            |                                  | Alcorcón  |      |
| 08864  | Robles - Parque de Los Castaños                | 510 2                              |                                  | Alcorcón  |      |
| 08870  | Robles - Trva. de los Pinos                    | 510 2                              |                                  | Alcorcón  |      |
| 08878  | Retamas - Av. Pablo Iglesias                   | 516                                |                                  | Alcorcón  |      |
| 08434  | Av. Móstoles - Vivero                          | 535                                |                                  | Alcorcón  |      |
| 08546  | Av. Portugal - Av. Alcalde de Móstoles         |                                    |                                  | Móstoles  |      |
| 08987  | Av. Portugal - Severo Ochoa                    | 521 526 529 529A 529H 531 531A 1 4 |                                  | Móstoles  |      |
| 08552  | Baleares - Badajoz                             | 521 1 4                            |                                  | Móstoles  |      |
| 09712  | Baleares - Barcelona                           | 521 1 4                            |                                  | Móstoles  |      |
| 12703  | Baleares - C.º de Leganés                      | 521 4                              |                                  | Móstoles  |      |
| 10876  | Simón Hernández - Las Palmas                   | 521 526 527                        |                                  | Móstoles  |      |
| 08559  | Simón Hernández - Mariblanca                   | 521 526 527                        |                                  | Móstoles  |      |
| 08583  | Cartaya - Trva. Castellón                      | 521                                |                                  | Móstoles  |      |
| 08574  | Alcalde Zalamea - Parque Dos de Mayo           | 521 2 3                            | Pradillo                         | Móstoles  |      |
| 08575  | P.º Arroyomolinos - Huesca                     | 521 2 3                            |                                  | Móstoles  |      |
| 08576  | P.º Arroyomolinos - Parque La Paz              | 521 1 2 3                          | Hospital de Móstoles             | Móstoles  |      |
| 08577  | P.º Arroyomolinos - Río Duero                  | 521 1                              |                                  | Móstoles  |      |
| 18079  | P.º Arroyomolinos - Río Guadalquivir           | 521 523                            |                                  | Móstoles  |      |
| 11363  | P.º Arroyomolinos - E Polígono Industrial 1    | 521 523                            |                                  | Móstoles  |      |

### Sentido Alcorcón
| Código | Parada                                            | Común con                  | Conexiones con Metro y Cercanías | Municipio | Zona |
| ------ | ------------------------------------------------- | -------------------------- | -------------------------------- | --------- | ---- |
| 11329  | E Polígono Industrial 1 - Av. Cámara de Industria | 521 523                    |                                  | Móstoles  |      |
| 12021  | E Polígono Industrial 1 - Moraleja de Enmedio     | 521 523                    |                                  | Móstoles  |      |
| 11328  | Moraleja de Enmedio - Desarrollo                  | 521 523 2                  |                                  | Móstoles  |      |
| 10873  | Moraleja de Enmedio - Grecia                      | 521 523 2                  |                                  | Móstoles  |      |
| 08578  | Alfonso XII - P.º Arroyomolinos                   | 521 2                      |                                  | Móstoles  |      |
| 05190  | Alfonso XII - Río Tormes                          | 521 2 3                    | Hospital de Móstoles             | Móstoles  |      |
| 08601  | Av. Dos de Mayo - Huesca                          | 519 521 1 2 3              |                                  | Móstoles  |      |
| 08573  | Juan XXIII - Residencia                           | 519 521 2 3                | Pradillo                         | Móstoles  |      |
| 08584  | Cartaya - Castellón                               | 519 521                    |                                  | Móstoles  |      |
| 08555  | Barcelona - San Marcial                           | 521                        |                                  | Móstoles  |      |
| 08567  | Barcelona - Centro de Salud                       | 521 1                      |                                  | Móstoles  |      |
| 15625  | Libertad - Ávila                                  | 4                          |                                  | Móstoles  |      |
| 08547  | Av. Portugal - Av. ONU                            | 521                        |                                  | Móstoles  |      |
| 08436  | Av. Móstoles - Concesionario                      | 535                        |                                  | Alcorcón  |      |
| 08871  | Av. Retamas - Instituto                           | 516                        |                                  | Alcorcón  |      |
| 08865  | Robles - Trva. Pinos                              | 516 2                      |                                  | Alcorcón  |      |
| 08859  | Robles - Pabellón Deportivo                       | 2                          |                                  | Alcorcón  |      |
| 08842  | Robles - Casa de la Cultura                       | 512 1 2                    |                                  | Alcorcón  |      |
| 11925  | Berlín - Hospital Fundación Alcorcón              | 535                        |                                  | Alcorcón  |      |
| 11773  | Berlín - Est. Alcorcón Central                    | 510 510B 516 517 535 1 2 3 | Alcorcón Central                 | Alcorcón  |      |
| 20094  | Av. Villaviciosa - Estocolmo                      | 516 517 2                  |                                  | Alcorcón  |      |
| 08502  | Av. Cantarranas - San José                        | 513                        |                                  | Alcorcón  |      |
| 08500  | Polvoranca - Jabonería                            | 513                        |                                  | Alcorcón  |      |
| 08497  | Polvoranca - Matadero                             | 513                        |                                  | Alcorcón  |      |
| 08538  | Polvoranca - Av. Alcalde José Aranda              | 513                        |                                  | Alcorcón  |      |
| 08430  | Av. Alcalde J. Aranda - Olímpica C. Puig          | 514 560 1                  |                                  | Alcorcón  |      |
| 08420  | Av. Alcalde José Aranda - Hogar Pensionista       | 511                        |                                  | Alcorcón  |      |
| 08504  | Av. Alcalde José Aranda - Porto Cristo            | 511                        |                                  | Alcorcón  |      |
| 08509  | Av. Alcalde José Aranda - Ampurias                | 511                        |                                  | Alcorcón  |      |
| 08527  | Carballino - Tuy                                  | 511                        |                                  | Alcorcón  |      |
| 08543  | Av. Lisboa - Est. San José de Valderas            | 510 511 513 560 2          | San José de Valderas             | Alcorcón  |      |
| 08498  | Betanzos - Meloneros                              | 514 2                      |                                  | Alcorcón  |      |
| 08424  | Av. Castillos - Padrón                            | 514                        |                                  | Alcorcón  |      |
| 08423  | Av. Castillos - Venus                             | 514                        |                                  | Alcorcón  |      |
| 08422  | Av. Castillos - Av. Libertad                      | 514                        |                                  | Alcorcón  |      |
| 08536  | Av. Castillos - Pol. Ind. San José de Valderas    | 514                        |                                  | Alcorcón  |      |